# Astronomical Society of South Australia
ASSA (ang. Astronomical Society of South Australia; Towarzystwo Astronomiczne Australii Południowej) – towarzystwo astronomiczne założone w 1892 roku, jest najstarszą organizacją tego typu w Australii, zarazem jedyną instytucją zrzeszająca astronomów amatorów w Australii Południowej.
Członkiem towarzystwa może stać się każdy, bez względu na wiek i profesję – wystarczy interesować się astronomią.
Głównym celem ASSA jest promowanie astronomii i dziedzin jej pokrewnych. Dlatego organizowane są regularne spotkania, podczas których prowadzi się wspólne obserwacje nieba, jak również zapoznaje z bieżącymi odkryciami w astronomii.